# Luxo Jr.
Pour plus de détails, voir Fiche technique et Distribution.
Luxo Jr. est le premier court métrage de Pixar, sorti en 1986 lorsque le studio d'animation venait juste d'être créé. D'une durée de deux minutes trente, le film était la vitrine de la société afin de démontrer le savoir-faire des créateurs en matière d'images de synthèses, notamment dans les effets d'ombres.

## Synopsis

Logo de Pixar avec Luxo

Le film est sans paroles. Après la présentation du logo Pixar (sans la lampe) et le titre formé par des câbles, le film s'ouvre sur un plan fixe où l'on aperçoit sur un plan de travail une lampe de bureau allumée devant un mur où l'on trouve les prises de courant. Une balle jaune avec une bande bleue et une étoile rouge arrive en roulant de la droite et arrive jusqu'à son pied. La lampe sur bras articulé se met alors à bouger et observe la balle puis la renvoie. La lampe observe au loin et revoit la balle buter contre son pied ; elle la renvoie plus fort et la balle revient encore plus vite mais traverse l'écran. La lampe, après avoir suivi le trajet de la balle regarde d'où vient la balle et a un geste d'étonnement.
C'est alors qu'une plus petite lampe apparait en sautillant et regarde l'autre lampe. On identifie alors la plus petite lampe comme un chiot qui s'amuse innocemment avec la balle. Celle-ci se trémousse et repart chercher son jouet. On remarquera le fil électrique qui ondule lorsque Luxo Jr. se déplace, même lorsqu'elle est hors-champs. On revoit la balle à l'écran et la petite lampe qui court après ; celle-ci lance doucement la balle à la grande lampe dans un geste tendre et la plus grande donne un léger coup d'abat jour pour lui redonner. Luxo Jr. décide alors de sauter sur la balle et après un léger temps d'équilibre, la balle se crève et se dégonfle. La petite lampe recule et les deux regardent la balle toute aplatie. Luxo Jr. essaie bien de la refaire rouler mais on ressent de la tristesse. Elle regarde la grande lampe et on semble deviner qu'elle lui annonce que la balle est définitivement perdue.
La petite lampe se recroqueville puis repart abattue. Soudain, la grande lampe s'étonne et cette fois-ci ce n'est plus une balle mais un ballon qui roule et la petite lampe repart toute contente derrière. Le clip se finit sur la lampe qui pointe sa tête vers le spectateur et montre un signe de résignation. À la fin, huit planches remercient les auteurs du court métrage accompagnées de quelques illustrations montrant les étapes de l'élaboration (silhouette, rastérisation, shader).

## Origines du court-métrage
(juin 2016).
Si vous disposez d'ouvrages ou d'articles de référence ou si vous connaissez des sites web de qualité traitant du thème abordé ici, merci de compléter l'article en donnant les références utiles à sa vérifiabilité et en les liant à la section « Notes et références ».
La toute jeune société Pixar devait créer un court-métrage en images de synthèse pour promouvoir les capacités du studio et le logiciel RenderMan qui est utilisé pour la génération d'images photoréalistes. Lorsque John Lasseter dut choisir un modèle, il chercha un objet à portée de main et décida de dessiner sa lampe de bureau, une lampe d'architecte de la compagnie Luxo. Il réalisa des maquettes pour la rendre vivante. La société produisit deux films d'animation en août 1986 à l'occasion du Siggraph. John passa de longues journées et des nuits blanches devant son ordinateur pour finir son projet à temps.
Le film met en avant la prouesse de l'image de synthèse avec les effets d'ombres et de lumières : c'est la première fois que les ombrages n'étaient pas réalisés par des textures mais bien calculés par des shaders. On remarqua également le travail soigné des mouvements dans la gestion des articulations des lampes.

« Luxo Jr. a bouleversé l'industrie entière de l'animation traditionnelle et assistée par ordinateur. À ce moment, la plupart des artistes traditionnels sont effrayés par l'ordinateur. Ils n'ont pas réalisé que l'ordinateur était simplement un outil différent dans la palette de l'artiste mais à la place de cela, ils le perçoivent comme une robotisation qui mettrait en danger leur travail. Heureusement, cette attitude a totalement changé depuis que l'ordinateur personnel s'est invité dans les foyers. La sortie de notre Luxo Jr. a renforcé cette opinion dans notre communauté professionnelle »

— Edwin Catmull, Computer Animation: A Whole New World, 1998

## La suite du film

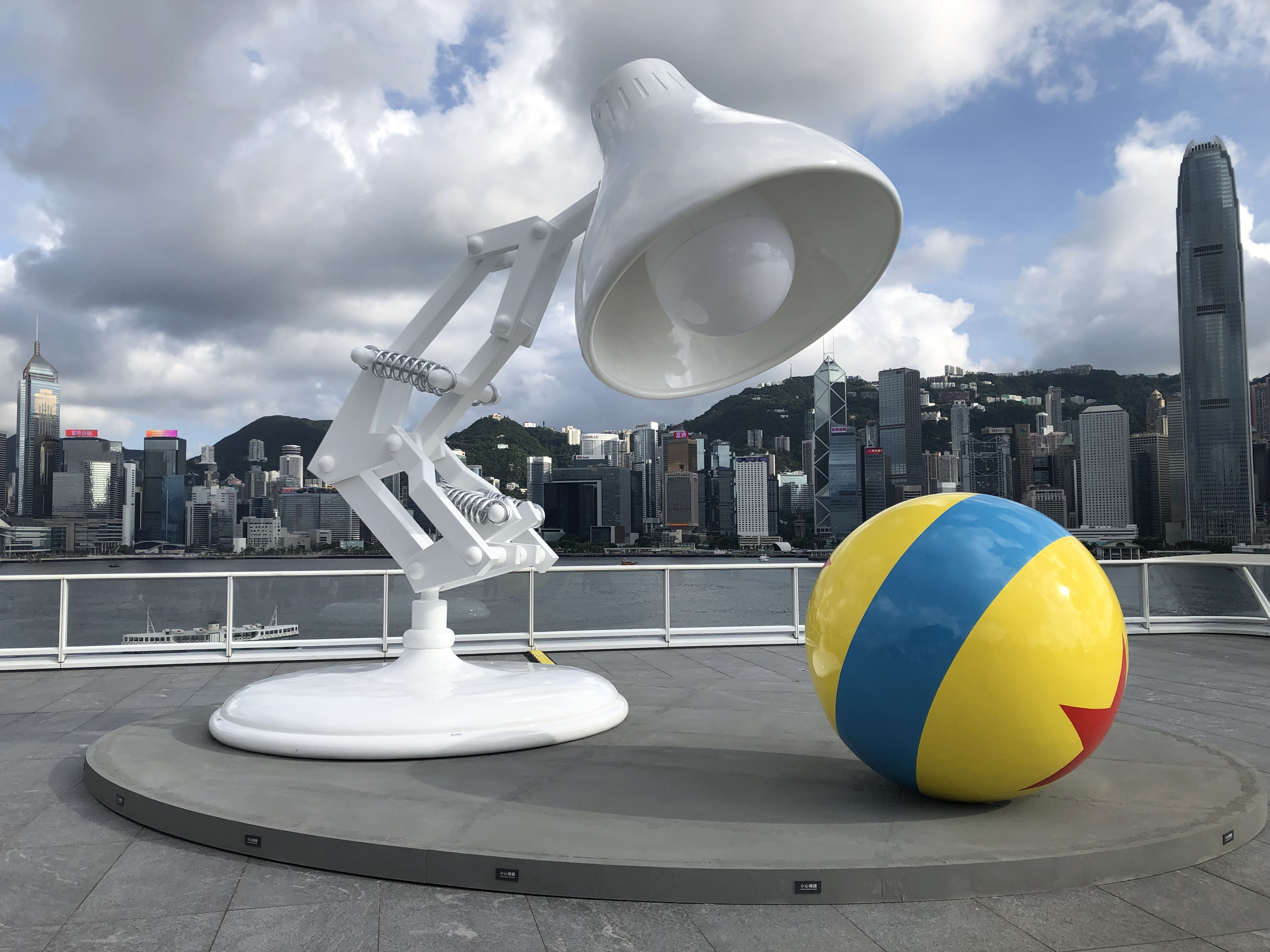
Luxo Jr. et la balle, Hong Kong, 2021.

Le court métrage fut nommé l'année même Oscar du meilleur court-métrage d'animation, premier film en image de synthèse admis dans cette catégorie.
Luxo Jr. fut choisi par la suite comme mascotte de la société et apparait dans le logo de l'entreprise. Dans les bandes annonces, on voit ainsi la lampe qui écrase le « i » de Pixar. Dans le film Cars, il remplace le zéro de « Celebrating 20 Years », vingtième anniversaire de Pixar. Dans la bande d'annonce de WALL-E, le robot remplace l'ampoule grillée de la lampe.
En 1999, le court métrage est présent comme bonus dans les supports vidéo de Toy Story 2.
La balle quant à elle a fait plusieurs apparitions dans les autres films d'animation comme Red's Dream, Toy Story, Monstres et Cie, Jack-Jack Attack ou Là-haut.
Le 6 septembre 2009, la société Luxo engage un procès contre Disney-Pixar pour la commercialisation de lampes et de la création d'un audio-animatronic au parc Disney's Hollywood Studios, basés sur le court métrage Luxo Jr. (1986) mettant en scène des lampes de bureau reprenant le design de la marque.

## Fiche technique
- Réalisation et scénario : John Lasseter
- Animation : John Lasseter
- Production : John Lasseter et William Reeves
- Société de production : Pixar
- Pays de production :  États-Unis
- Format : couleur - muet - 1,33:1 - stéréo
- Genre : court métrage, animation
- Durée : 2 minutes 18
- Date de sortie :
  - États-Unis : 17 août 1986 (première au SIGGRAPH Electronic Theater) ; 10 juillet 1987 (sortie nationale)
  - Canada : 9 octobre 1986 (Festival international du film d'Ottawa)
  - Allemagne de l'Ouest : 19 février 1987 (Berlinale)
  - France : 23 juin 1987 (Festival international du film d'animation d'Annecy)

## Distinctions
Luxo Jr. obtient le Prix Animé au Festival du cinéma international en Abitibi-Témiscamingue en 1991.
Le film est inscrit en 2014 au National Film Registry pour être conservé à la bibliothèque du Congrès.